# پلانینیتسا (استان بورگاس)
پلانینیتسا (به بلغاری: Planinitsa) یک منطقهٔ مسکونی در بلغارستان است که در Ruen واقع شده‌است.